# 28 octobre dans les chemins de fer
28 septembre 28 novembre
Chronologies thématiques
- Croisades
- Sports
- Disney

Cette page concerne les événements qui se sont déroulés un 28 octobre dans les chemins de fer.

## Événements

### XIXesiècle
- 1848. Espagne : inauguration du chemin de fer de Barcelone à Mataró. Première ligne de chemin de fer en Espagne. (Sociedad del Camino de Hierro de Barcelona a Mataró)
- 1856. Portugal : inauguration de la section Lisbonne (Caïs dos Soldados)-Carregado de la Linha do Leste, première ligne de chemin de fer du Portugal. (Companhia Central e Peninsular dos Caminhos de Ferro em Portugal)
- 1877.  Espagne :   Mise en service de la gare de Figueras.
- 1877.  Espagne :   Mise en service de la gare de Vilamalla.
- 1877.  Espagne :   Mise en service de la gare de Sant Miquel de Fluvià.
- 1877.  Espagne :   Mise en service de la gare de Camallera.
- 1877.  Espagne :   Mise en service de la gare de Sant Jordi Desvalls.
- 1877.  Espagne :   Mise en service de la gare de Flaçà.
- 1877.  Espagne :   Mise en service de la gare de Bordils-Juià.
- 1877.  Espagne :   Mise en service de la gare de Celrà.

### XXesiècle
- 1903. Allemagne : une automotrice construite par AEG atteint 210 km/h. Le 3 octobre de la même année, une automotrice électrique Siemens à courant triphasé avait atteint 213 km/h, record du monde en traction électrique, entre Marienfeld et Zossen (ligne expérimentale).
- 1929. Italie : la Società Ferrovia Aosta–Pré-St-Didier (FAP), ouvre à l'exploitation sa ligne d'Aoste à Pré-Saint-Didier[1].
- 1963. États-Unis : démolition de la gare de Pennsylvania Station à New York. Cette gare monumentale de style néo-classique, construite en 1910, est remplacée par une station souterraine et laisse la place au Madison Square Garden ouvert en 1968.
- 1967. France : mise en service de la bifurcation de Grenoble et création de la gare éphémère de Grenoble-Olympique, en vue des Jeux olympiques d'hiver de 1968.
- 1995. Azerbaïdjan : catastrophe dans le métro de Bakou, où l'incendie d'une rame à l'heure de pointe fait 337 morts et 270 blessés.
- 1999. France : la SNCF acquiert, par l'intermédiaire de sa filiale SNCF Participations, la société Via-GTI, exploitant de 88 réseaux urbains en France et de réseaux ferroviaires en Europe.

### XXIesiècle
- 2000. Grande-Bretagne : Railtrack réquisitionne 20 000 cheminots pour faire une vaste inspection du réseau ferroviaire britannique. Il s'agit de lever nombre de ralentissements imposés depuis une série d'accidents et qui perturbe fortement l'exploitation des compagnies.

## Anniversaires

### Naissances
- x

### Décès
- x